# Campeonato Mundial de Natación en Aguas Abiertas de 2000
El IV Campeonato Mundial de Natación en Aguas Abiertas se celebró en Honolulú (Hawái, Estados Unidos) entre el 29 de octubre y el 4 de noviembre de 2000. Fue organizado por la Federación Internacional de Natación (FINA) y la Organización Estadounidense de Natación. Participaron un total de 64 nadadores representantes de 34 federaciones nacionales.

## Resultados

### Masculino
| Evento | Oro                               | Plata                              | Bronce                              |
| ------ | --------------------------------- | ---------------------------------- | ----------------------------------- |
| 5 km   | Evgeni Bezruchenko Rusia 59:18,23 | David Meca · España · 59:20,64     | Luca Baldini · Italia · 59:20,86    |
| 10 km  | David Meca · España · 1:57:10,50  | Petar Stoichev Bulgaria 1:57:14,44 | Evgeni Bezruchenko Rusia 1:57:15,02 |
| 25 km  | Yuri Kudinov Rusia 4:55:51,12     | David Meca · España · 4:56:11,42   | Alexei Akatiev Rusia 4:57:03,12     |

### Femenino
| Evento | Oro                                        | Plata                                  | Bronce                                |
| ------ | ------------------------------------------ | -------------------------------------- | ------------------------------------- |
| 5 km   | Peggy Büchse · Alemania · 1:02:36,29       | Kylyn Keller Estados Unidos 1:02:40,42 | Viola Valli · Italia · 1:02:41,18     |
| 10 km  | Edith van Dijk · Países Bajos · 2:06:44,44 | Melissa Pasquali · Italia · 2:07:38,85 | Peggy Büchse · Alemania · 2:08:00,30  |
| 25 km  | Edith van Dijk · Países Bajos · 5:30:04,07 | Viola Valli · Italia · 5:30:06,06      | Angela Maurer · Alemania · 5:30:08,06 |

## Medallero
| Núm. | País           | Oro | Plata | Bronce | Total |
| ---- | -------------- | --- | ----- | ------ | ----- |
| 1    | Rusia          | 2   | 0     | 2      | 4     |
| 2    | Países Bajos   | 2   | 0     | 0      | 2     |
| 3    | España         | 1   | 2     | 0      | 3     |
| 4    | Alemania       | 1   | 0     | 2      | 3     |
| 5    | Italia         | 0   | 2     | 2      | 4     |
| 6    | Bulgaria       | 0   | 1     | 0      | 1     |
| 6    | Estados Unidos | 0   | 1     | 0      | 1     |

- Datos: Q1454863